# ليوناردو كاستيلانوس
ليوناردو كاستيلانوس (بالإسبانية: Leandro Castellanos) (9 مارس 1984 في كولومبيا - ) هو لاعب كرة قدم كولومبي في مركز حراسة المرمى. لعب مع أمريكا دي كالي وإنديبندينتي ميديلين وإنديبنديينتي سانتا في وديبورتيفو كالي وكوكوتا ديبورتيفو ‏.

## وصلات خارجية
- ليوناردو كاستيلانوس على موقع قاعدة بيانات كرة القدم.إي يو (الإنجليزية)
- ليوناردو كاستيلانوس على موقع ناشيونال فوتبول تيمز (الإنجليزية)
- ليوناردو كاستيلانوس على موقع Soccerway.com (الإنجليزية)
- ليوناردو كاستيلانوس على موقع عالم كرة القدم.نت (الإنجليزية)
- ليوناردو كاستيلانوس على موقع AS.com (الإسبانية)